# Jesse Andrews
Jesse Andrews, född 15 september 1982 i Pittsburgh i Pennsylvania, är en amerikansk författare och manusförfattare. Han har bland annat skrivit boken Jag och Earl och tjejen som dör (engelska: Me and Earl and the Dying Girl), som släpptes som långfilm år 2015. Han har också varit medförfattare på manuset till Disney/Pixar-filmen Luca.
Andrews föddes i Pittsburgh till en judisk familj, och gick under sin high school-tid på Schenley High School, för att sedan påbörja studier på Harvard University. Han bor för närvarande i Berkeley, Kalifornien.

## Böcker
- 2012 – Jag och Earl och tjejen som dör
- 2016 – The Haters
- 2018 – Munmun

## Filmografi (som manusförfattare)
- 2015 – Me and Earl and the Dying Girl
- 2018 – Every Day
- 2021 – Luca
- 2026 – Operation bäver